# Strengleikar
Strengleikar ist der wissenschaftliche Begriff für eine Gruppe von 21 altnordischen Prosastücken, die aus den altfranzösischen Lais zur Mitte des 13. Jahrhunderts unter König Håkon IV. (Norwegen) ins Nordische übertragen wurden. Die Stücke wurden durch verschiedene Hände nicht getreu nach der französischen Vorlage übertragen, teilweise sogar sehr stark gekürzt.
Die Stücke sind inhaltlich in der Region Bretagne, Südengland und Wales beheimatet. Im Januals ljóð nach der Vorlage Lanval und im Geitarlauf aus Cheèèvrefeuil (das Geißblatt) enthalten Stoffe der Artussage.